# Rose Bernadou
Pour les articles homonymes, voir Bernadou.

a Compétitions nationales et continentales officielles uniquement.

b Matchs officiels uniquement.
Dernière mise à jour le 12 octobre 2024.
Rose Bernadou, née le 27 mars 2000 à Montpellier, est une joueuse internationale française de rugby à XV. Elle évolue au poste de pilier droit au Montpellier Hérault Rugby.

## Biographie

### Jeunesse et formation
Rose Bernadou nait le 27 mars 2000 et après s'être essayée au judo elle débute le rugby à l’âge de huit ans au club héraultais de Rives-d'Orb, près de Béziers. À quinze ans, elle rejoint l'AS Béziers tout en poursuivant ses études au Pôle espoirs de Jolimont, à Toulouse. 
Elle est recrutée par le Montpellier Hérault Rugby en mai 2018. Elle subit une fracture de la malléole qui va notamment l'empêcher de jouer avec l'équipe nationale -20. Elle débute avec équipe première du club en 2020. 

### Internationale de rugby à XV
Retenue en février 2020 dans le groupe France mais victime peu après d'une blessure, Rose Bernadou est sélectionnée pour la première fois en équipe de France senior le 25 octobre 2020, pour un match contre l'Écosse,, y gagnant le surnom de « Rose bleue ».
Le 6 décembre 2021, elle figure en 13e position dans la liste des « 100 meilleurs joueurs de l'année » du magazine Rugby World,.
En 2022, elle est sélectionnée par Thomas Darracq pour disputer la Coupe du monde en Nouvelle-Zélande.
Sa saison 2023-2024 est marquée par des pépins physiques qui lui font rater le WXV puis le Six nations.
En 2024-2025, Rose Bernadou est sélectionnée pour la deuxième édition du WXV dont elle dispute les trois rencontres en sortie de banc. En février contre l'AC Bobigny, elle joue son cinquantième match sous les couleurs du MHR.

## Statistiques

### Internationales
| Année | Compétition    | Matchs | Points | Essais |
| ----- | -------------- | ------ | ------ | ------ |
| 2020  | Six Nations    | 1      | -      | -      |
| 2020  | Test matchs    | 2      | -      | -      |
| 2021  | Six Nations    | 2      | -      | -      |
| 2021  | Test matchs    | 1      | -      | -      |
| 2022  | Test matchs    | 2      | -      | -      |
| 2022  | Coupe du monde | 1      | -      | -      |
| 2023  | Six Nations    | 3      | 5      | 1      |
| 2024  | Test match     | 1      | -      | -      |
| 2024  | WXV            | 2      | -      | -      |
| Total | Total          | 15     | 5      | 1      |

| Numéro | Date          | Lieu                      | Adversaire     | Compétition                  | Résultat | Score |
| ------ | ------------- | ------------------------- | -------------- | ---------------------------- | -------- | ----- |
| 1      | 23 Avril 2023 | Stade des Alpes, Grenoble | Pays de Galles | Tournoi des Six Nations 2023 | Victoire | 39-14 |

## Palmarès

### Coupe du monde
| Édition               | Rang      | Résultats France | Résultats Bernadou | Matchs Bernadou |
| --------------------- | --------- | ---------------- | ------------------ | --------------- |
| Nouvelle-Zélande 2021 | Troisième | 4 v, 0 n, 2 d    | 1 v, 0 n, 0 d      | 1/6             |

Légende : v = victoire ; n = match nul ; d = défaite.